# United States Naval Special Warfare Command

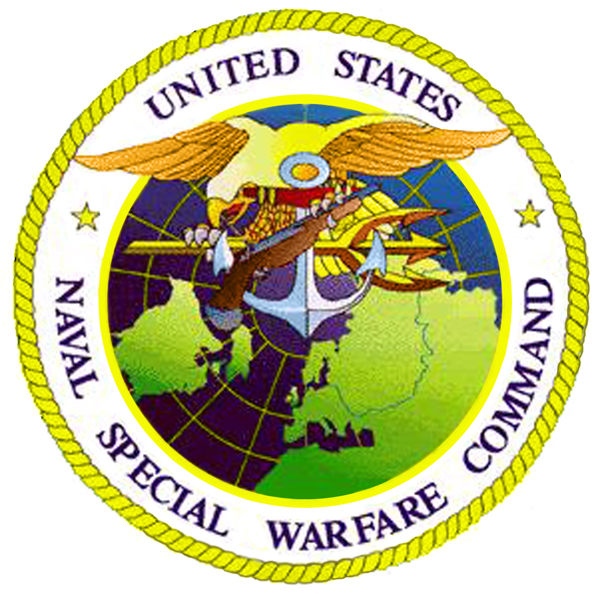
Emblem des US Naval Special Warfare Command

Das United States Naval Special Warfare Command (NAVSPECWARCOM, NAVSOC USNSWC oder NSW; deutsch Marinekommando für Spezielle Kriegsführung der Vereinigten Staaten) ist das Führungskommando für die Sondereinsatzkräfte der US Navy. Das Kommando untersteht dem US Special Operations Command (USSOCOM) und wurde am 16. April 1987 auf der Naval Amphibious Base Coronado in Coronado bei San Diego im US-Bundesstaat Kalifornien aufgestellt.
Als maritimer Teil des US Special Operations Command stellt es die ständige Einsatzbereitschaft, Ausbildung und Verfügbarkeit der unterstellten Einheiten für Einsätze auf der ganzen Welt sicher. Die Personalstärke beläuft sich laut offiziellen Angaben (Stand 2010) auf 5.400 Mann, davon sind 2.450 Navy SEALs und 600 Special Warfare Combatant-craft Crewmen (SWCC).
Ebenfalls zum NAVSOC gehört das „Naval Special Warfare Center“ (NSW oder The Center), die Aus- und Fortbildungseinrichtung für Navy SEALs und Unterstützungseinheiten auf dem Marinestützpunkt Coronado.

## Unterstellte Einheiten
Folgende Einheiten unterstehen dem Kommando: Zum Transport der Navy SEALs verfügen die jeweiligen Logistikeinheiten der Einsatzgruppen über Patrouillenboote, Spezialboote sowie Kleinst-U-Boote („SEAL Delivery Vehicle“).
- Naval Special Warfare Group 1 Heimatbasis: Naval Amphibious Base Coronado (bei San Diego, Kalifornien)
  - Logistics and Support Unit 1 (LOGSU-1), Heimatbasis: Naval Amphibious Base Coronado
  - SEAL Team 1, Heimatbasis: Naval Amphibious Base Coronado
  - SEAL Team 3, Heimatbasis: Naval Amphibious Base Coronado
  - SEAL Team 5, Heimatbasis: Naval Amphibious Base Coronado
  - SEAL Team 7, Heimatbasis: Naval Amphibious Base Coronado
  - NSW Unit 1 (NSWU-1), Heimatbasis: Guam
  - NSW Unit 3 (NSWU-3), Heimatbasis: Bahrain

- Naval Special Warfare Group 2, Heimatbasis: Naval Amphibious Base Little Creek in Virginia Beach, Virginia
  - Logistics and Support Unit 2 (LOGSU-2), Heimatbasis: Naval Amphibious Base Little Creek
  - SEAL Team 2, Heimatbasis: Naval Amphibious Base Little Creek
  - SEAL Team 4, Heimatbasis: Naval Amphibious Base Little Creek
  - SEAL Team 8, Heimatbasis: Naval Amphibious Base Little Creek
  - SEAL Team 10, Heimatbasis: Naval Amphibious Base Little Creek
  - NSW Unit 2 (NSWU-2), Heimatbasis: Stuttgart, Deutschland sowie NSW Unit 2 Detachment South auf der Naval Amphibious Base Little Creek

- Naval Special Warfare Group 4, Heimatbasis: Naval Amphibious Base Little Creek
  - Special Boat Team 12, Heimatbasis: Naval Amphibious Base Coronado
  - Special Boat Team 20, Heimatbasis: Naval Amphibious Base Little Creek
  - Special Boat Team 22, Heimatbasis: John C. Stennis Space Center, Mississippi

- Naval Special Warfare Group 8, Heimatbasis: Naval Amphibious Base Coronado[2][3]
  - SEAL Delivery Vehicle (SDV) Team 1, Heimatbasis: Pearl City, Hawaii
  - SEAL Delivery Vehicle (SDV) Team 2, Heimatbasis: Naval Amphibious Base Little Creek
  - NSW Support Activity One, Heimatbasis: Naval Amphibious Base Coronado
  - NSW Support Activity Two, Heimatbasis: Naval Amphibious Base Little Creek
  - Mission Support Center, Heimatbasis: Naval Amphibious Base Little Creek

- Naval Special Warfare Group 11, Heimatbasis: Naval Amphibious Base Coronado
  - SEAL Team 17, Heimatbasis: Naval Amphibious Base Coronado
  - SEAL Team 18, Heimatbasis: Naval Amphibious Base Little Creek

- Naval Special Warfare Center, Heimatbasis: Naval Amphibious Base Coronado
  - Naval Small Craft Instruction and Technical Training School (NAVSCIATTS), John C. Stennis Space Center. Mississippi
  - Naval Special Warfare Center Advanced Training (NSWC ADV TRNG), Naval Outlying Landing Field Imperial Beach, Kalifornien

- Eine Besonderheit bildet die US Naval Special Warfare Development Group (NSWDG) (DEVGRU). Obwohl administrativ und technisch ein Team des NAVSOC, untersteht es operativ dem US Joint Special Operations Command (JSOC).

### Deaktiviert
- Naval Special Warfare Group 3, Heimatbasis: Pearl City, Hawaii
  - SEAL Delivery Vehicle (SDV) Team 1, Heimatbasis: Pearl City, Hawaii
  - SEAL Delivery Vehicle (SDV) Team 2, Heimatbasis: Naval Amphibious Base Little Creek

- Naval Special Warfare Group 10, Heimatbasis: Naval Amphibious Base Coronado
  - NSW Support Activity One, Heimatbasis: Naval Amphibious Base Coronado
  - NSW Support Activity Two, Heimatbasis: Naval Amphibious Base Little Creek
  - Mission Support Center, Heimatbasis: Naval Amphibious Base Little Creek

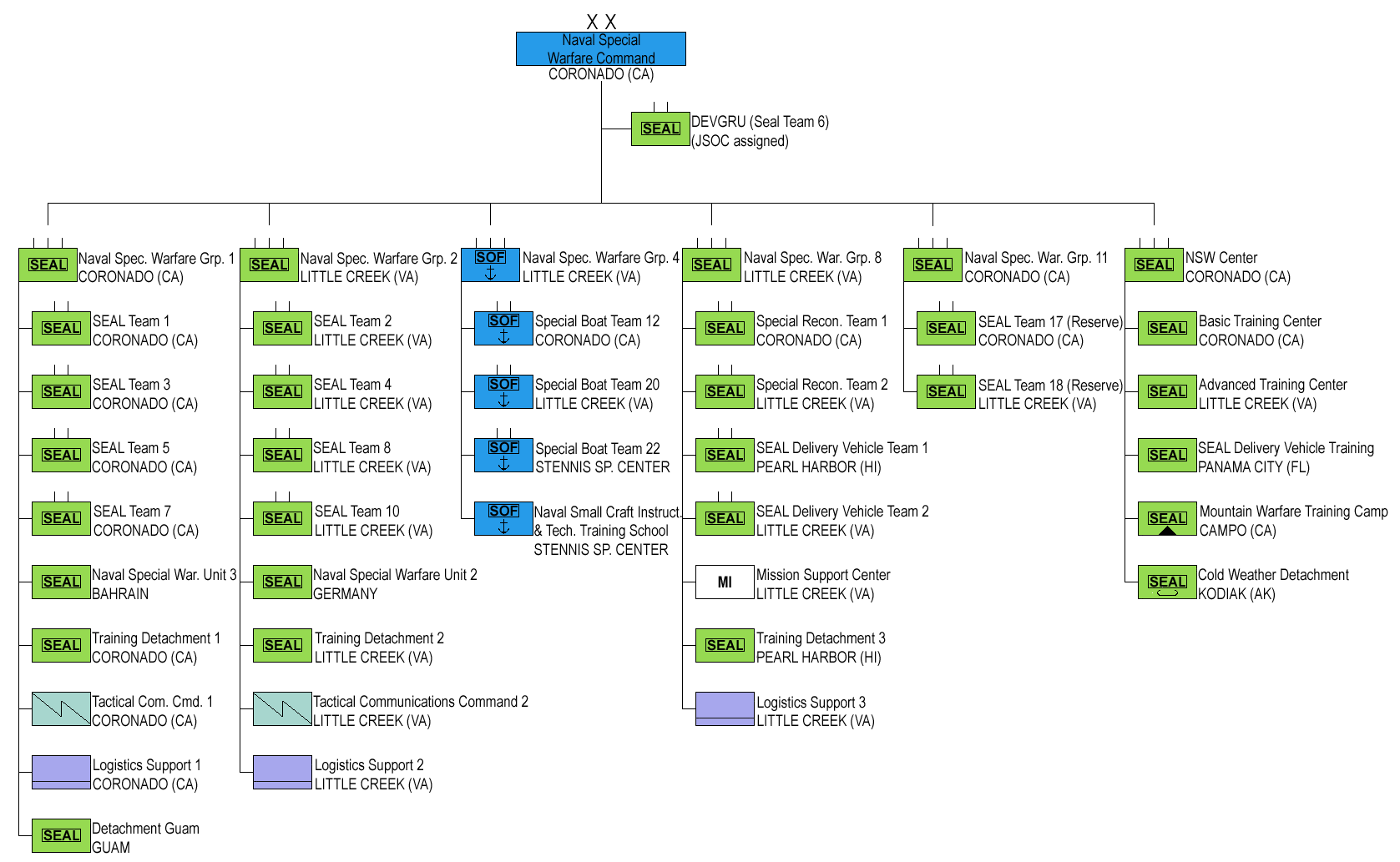
Organigramm

## Führung
Das NAVSOC wird zurzeit von Rear Admiral Milton Sands kommandiert.
Ehemalige Kommandeure:
- Rear Admiral Tim Szymanski[5]
- Rear Admiral Wyman Howard[6]